# Агент Коди Бэнкс
«Аге́нт Ко́ди Бэнкс» (англ. Agent Cody Banks) — полнометражная семейная кинокомедия. Режиссёром выступил норвежец Харальд Цварт. Премьера фильма в США состоялась 14 марта 2003 года, в России — в конце того же года. В 2004 году вышел фильм «Агент Коди Бэнкс 2: Пункт назначения — Лондон».

## Сюжет
Коди Бэнкс, 15-летний подросток, попадает в особое юношеское подразделение ЦРУ. Ему поручают выудить информацию о неком учёном, докторе Конорсе, работающем на могущественную корпорацию, которой управляют коварный доктор Брикман и его подручный — Франсуа Моле. Для выполнения задания Коди поступает в ту же школу, где учится дочь Конорса — Натали. Но вскоре парень понимает, что совершенно не знает, как вести себя с девушками. Опытные агенты ЦРУ дают советы, как привлечь внимание Натали, а также попутно выполняют за Коди уроки и домашнюю работу.
Наконец девушка приглашает юного агента к себе домой на праздник по случаю своего 16-летия, где тот обнаруживает тайную лабораторию её отца. Он узнает, что Брикман намерен использовать наноботов, способных разрушать углеродные или кремниевые вещества, для уничтожения систем обороны во всём мире, чтобы никто не смог помешать ему захватить власть на планете. Следуют героические приключения, в ходе которых Коди освобождает попавших в заложники Конорсов, а также свою наставницу — агента Веронику Майлз. Брикман уничтожен, в награду Коди получает от Натали свой первый поцелуй.

## В ролях
| Актёр            | Роль                              |
| ---------------- | --------------------------------- |
| Фрэнки Муниз     | Коди Бэнкс                        |
| Хилари Дафф      | Натали Конорс                     |
| Энджи Хэрмон     | агент ЦРУ Вероника "Роника" Майлз |
| Иэн Макшейн      | доктор Брикман                    |
| Мартин Донован   | доктор Конорс                     |
| Арнольд Вослу    | Франсуа Моле                      |
| Кит Дэвид        | директор ЦРУ                      |
| Синтия Стивенсон | Миссис Бэнкс                      |
| Дэниел Робук     | Мистер Бэнкс                      |
| Коннор Уиддоус   | Алекс Бэнкс                       |
| Даррел Хэммонд   | Эрл                               |